# Compressão de áudio
A Compressão de áudio ou Compressão sonora é o artefato utilizado para diminuir as exigências intrínsecas à transmissão (largura de banda) ou armazenamento (espaço físico) do som.
Compressão de dados de áudio, como distinguido de compressão da amplitude dinâmica, tem o potencial para reduzir a largura de barramento de transmissão e requisitos de armazenamento de dados de áudio. Algoritmos de compressão de áudio são implementados em softwares como codecs de áudio. Algoritmos de compressão de áudio com perdas proporcionais maiores compressão ao custo de fidelidade e são utilizados em várias aplicações de áudio. Esses algoritmos quase todos dependem da psicoacústica para eliminar sons menos audíveis ou significativos, reduzindo o espaço necessário para que sejam armazenados ou transmitidos.
Existe uma certa confusão com os termos "compressão de áudio", "codificação de áudio"  e "decodificação de áudio".

## O propósito da compressão de áudio
Até o surgimento da compressão de áudio, a informação (dados) digital de áudio de alta qualidade consumia uma absurda quantidade de espaço em disco. Veja este exemplo:
Você deseja copiar sua canção favorita pro computador. Como você quer que a qualidade seja como a de um CD,  você deverá salvá-la num formato a 44.1 kHz, estéreo (2 canais), com 16 bits por amostra.
44.100 Hz quer dizer que você terá  44.100 valores (amostras) por segundo chegando da sua placa de som (ou do seu dispositivo de entrada). Multiplique isso por 2 já que queremos estéreo (2 canais). Multiplique novamente por 2 (bytes) já que você terá 2 bytes por amostra (que significa 16 bits).Então, a música terá:
```
       amostras                     bytes          s
44.100 --------  X  2 canais  X  2 -------  X  60 ---
          s                        amostra        min

```

que equivale a cerca de 10 MBytes de espaço usado no seu disco rígido por minuto de áudio armazenado.
Se você deseja baixá-la pela Internet, digamos por uma conexão a modem de 56Kb/s (reais 44.000 Kb/s), levará cerca de 10.000.000 bytes X 8 bits/byte / (44000 bits/s) / (60 s/min) ~ 30 minutos
Cerca de meia-hora para baixar 1 minuto de música!!
A codificação digital de áudio, neste contexto, sinônimo para "compressão digital de áudio", é a formula para reduzir a utilização de espaço em disco (e utilização da banda da conexão de internet) exigidos para dados de áudio. Técnicas modernas de codificação perceptiva do áudio (como o MPEG camada III ou MP3) explora as propriedades do ouvido humano (a percepção do som) para obter uma redução de tamanho (espaço) fator 11 com pouca ou nenhuma perda  perceptível da qualidade (se o ouvido humano só ouve entre 20Hz e 20.000 Hz, porque a amostra conter mais que isso?).
Consequentemente, tais esquemas são a tecnologia chave dos programas de alta qualidade com baixa taxa de bits, tais como trilhas sonoras para CD-ROM de jogos, áudio na Internet, estações de TV e rádio na internet, e outros.

## As duas partes da compressão do áudio
A compressão do áudio realmente consiste na absorção de água de cada barra do seu software:
Primeira parte, a codificação: transforma os dados do áudio digital , por exemplo, armazenados num arquivo/ficheiro WAVE, para dentro duma estrutura altamente comprimida denominada 'bitstream'. Para reproduzir (tocar) este 'bitstream' na sua placa de som, você precisará da segunda parte.
Segunda parte: decodificação: ler o 'bitstream' e reexpande-o como um arquivo/ficheiro WAVE (não exatamente igual ao original).
O programa que efetua a 1ª parte é chamado de codificador de áudio, o programa LAME é um codificador.
O programa que faz a 2ª parte é chamado de decodificador de áudio. (como exemplos, temos winamp, Xmms, mpg123 e outros).

## Taxas de compressão, 'bitrate' e qualidade
É importante observar que o áudio resultante do processo de codificação lossy nunca é exatamente igual ao arquivo/ficheiro original: é que toda a informação supérflua foi retirada. Apesar de não ser o mesmo arquivo/ficheiro original, ele toca e tem o mesmo som - mais ou menos, dependendo de quanto foi usado de compressão sobre o arquivo/ficheiro original.
Genericamente falando, quanto mais baixa a relação da compressão conseguida, melhor qualidade terá na extremidade - e vice-versa . A tabela 1.1 dá-lhe uma visão geral sobre a qualidade alcançada:
Porque a relação da compressão é uma medida um tanto descontrolada, os peritos usam o termo 'bitrate' ao falar da força da compressão. 'Bitrate' denota o número médio dos bits que um segundo de dados de áudio trará em seu bitstream comprimido. Geralmente as unidades usadas serão kbps, que é kbits/s, ou 1.024 bits/s. Para calcular o número dos bytes por segundo de dados de áudio, simplesmente divida o número de bits por segundo pelo número oito.
| Bitrate                         | Faixa (Bandwidth) | Qualidade igual/melhor a |
| 16 kbps                         | 4.5 kHz           | Rádio ondas curtas       |
| 32 kbps                         | 7.5 kHz           | Rádio AM                 |
| 96 kbps                         | 11 kHz            | Rádio FM                 |
| 128 kbps                        | 16 kHz            | próxima do CD            |
| 160-180 kbps (variable bitrate) | 20 kHz            | transparência perceptiva |
| 256 kbps                        | 22 kHz            | Estúdio de som           |